# Carpi
Carpi é uma comuna italiana da região da Emília-Romanha, província de Modena, com cerca de 64.195 habitantes. Estende-se por uma área de 131 km², tendo uma densidade populacional de 466 hab/km². Faz fronteira com Campogalliano, Cavezzo, Correggio (RE), Fabbrico (RE), Modena, Novi di Modena, Rio Saliceto (RE), Rolo (RE), San Prospero, Soliera.

## História
O nome "Carpi" é derivado de carpinus betulus, uma árvore de carpa particularmente difundida na época medieval na região do vale do Pó. Nos tempos pré-históricos foi um assentamento da Cultura Villanovan.
A fundação pelo rei lombardo Aistulf da igreja de Santa Maria no castelo (Castrum Carpi) em 752 foi o primeiro passo para o atual povoamento da cidade. De 1319 a 1525 foi governado pela família Pio, após a qual foi adquirido pelos Este, como parte do Ducado de Modena.
A cidade recebeu a Medalha de Prata pelo Valor Militar em reconhecimento à sua participação na resistência contra a ocupação alemã durante a Segunda Guerra Mundial.
A cidade possui uma das maiores praças de toda a Itália (3º lugar), o coração da cidade, a Piazza dei Martiri. Está rodeado pelo castelo, pela catedral, pela Câmara Municipal e por um pórtico de 52 arcos. Normalmente todas as quintas e sábados a praça acolhe o mercado local.
Carpi costumava ser o ponto de chegada da Maratona Italiana anual, que começa nas proximidades de Maranello. Quase 1.000 atletas participam da corrida sênior masculina e feminina, realizada todos os anos desde 1988 em homenagem a Dorando Pietri, um corredor de longa distância nascido em Carpi que perdeu sua medalha de ouro olímpica por ter sido ajudado a se levantar após uma queda perto da linha de chegada. A área foi prejudicada pelos terremotos de maio de 2012.

## Geografia
Localizada na zona norte de sua província, na fronteira com Reggio Emilia, Carpi faz fronteira com os municípios de Campogalliano, Cavezzo, Correggio (RE), Fabbrico (RE), Modena, Novi di Modena, Rio Saliceto (RE), Rolo ( RE), San Próspero e Soliera
Conta com as aldeias (frazioni) de Budrione, Cantone di Gargallo, Cibeno Pile, Cortile, Fossoli, Gargallo, Lama di Quartirolo, Migliarina, Osteriola, San Marino, San Martino Secchia e Santa Croce.

## Demografia
| Variação demográfica do município entre 1861 e 2011                               |
|                                                                                   |
| Fonte: Istituto Nazionale di Statistica (ISTAT) - Elaboração gráfica da Wikipedia |